# Partecipanti al Tour de France 2002
Elenco dei partecipanti al Tour de France 2002.
Alla competizione presero parte 21 squadre, ciascuna delle quali composta da nove corridori, per un totale di 189 ciclisti al via. Le formazioni appartenevano tutte alla prima divisione UCI.

## Corridori per squadra
Nota: R ritirato, NP non partito, FT fuori tempo.
| US Postal Service presented by Berry Floor | US Postal Service presented by Berry Floor | US Postal Service presented by Berry Floor | Fassa Bortolo    | Fassa Bortolo         | Fassa Bortolo    | Euskaltel-Euskadi | Euskaltel-Euskadi    | Euskaltel-Euskadi |
| ------------------------------------------ | ------------------------------------------ | ------------------------------------------ | ---------------- | --------------------- | ---------------- | ----------------- | -------------------- | ----------------- |
| 1                                          | Lance Armstrong                            | 1º                                         | 81               | Ivan Basso            | 11º              | 161               | David Etxebarria     | 60º               |
| 2                                          | Vjačeslav Ekimov                           | 58º                                        | 82               | Fabio Baldato         | 132º             | 162               | Gorka Arrizabalaga   | 142º              |
| 3                                          | Roberto Heras                              | 9º                                         | 83               | Wladimir Belli        | 45º              | 163               | Unai Etxebarria      | 141º              |
| 4                                          | George Hincapie                            | 59º                                        | 84               | Volodymyr Hustov      | 40º              | 164               | Igor Flores          | 153º              |
| 5                                          | Benoît Joachim                             | 89º                                        | 85               | Serhij Hončar         | 64º              | 165               | Gorka González       | FT 12ª            |
| 6                                          | Floyd Landis                               | 61º                                        | 86               | Sergej Ivanov         | 81º              | 166               | Roberto Laiseka      | 46º               |
| 7                                          | Pavel Padrnos                              | 69º                                        | 87               | Nicola Loda           | 121º             | 167               | Iban Mayo            | 88º               |
| 8                                          | Víctor Hugo Peña                           | 73º                                        | 88               | Oscar Pozzi           | R 12ª            | 168               | Samuel Sánchez       | FT 12ª            |
| 9                                          | José Luis Rubiera                          | 22º                                        | 89               | Marco Velo            | 54º              | 169               | Haimar Zubeldia      | 39º               |
| Team Telekom                               | Team Telekom                               | Team Telekom                               | fdjeux.com       | fdjeux.com            | fdjeux.com       | Tacconi Sport     | Tacconi Sport        | Tacconi Sport     |
| 11                                         | Erik Zabel                                 | 82º                                        | 91               | Nicolas Vogondy       | 19º              | 171               | Dario Frigo          | 25º               |
| 12                                         | Rolf Aldag                                 | 72º                                        | 92               | Sandy Casar           | 83º              | 172               | Massimo Apollonio    | 139º              |
| 13                                         | Udo Bölts                                  | 48º                                        | 93               | Jimmy Casper          | R 16ª            | 173               | Gianluca Bortolami   | 75º               |
| 14                                         | Gian Matteo Fagnini                        | 101º                                       | 94               | Baden Cooke           | 127º             | 174               | Paolo Bossoni        | R 13ª             |
| 15                                         | Giuseppe Guerini                           | 80º                                        | 95               | Jacky Durand          | SQ               | 175               | Massimo Donati       | NP 17ª            |
| 16                                         | Danilo Hondo                               | 104º                                       | 96               | Frédéric Guesdon      | R 17ª            | 176               | Andrej Hauptman      | R 12ª             |
| 17                                         | Bobby Julich                               | 37º                                        | 97               | Bradley McGee         | 109º             | 177               | Peter Luttenberger   | R 14ª             |
| 18                                         | Kevin Livingston                           | 56º                                        | 98               | Christophe Mengin     | 86º              | 178               | Eddy Mazzoleni       | 70º               |
| 19                                         | Steffen Wesemann                           | 99º                                        | 99               | Jean-Cyril Robin      | 32º              | 179               | Mauro Radaelli       | 135º              |
| ONCE-Eroski                                | ONCE-Eroski                                | ONCE-Eroski                                | Rabobank         | Rabobank              | Rabobank         | AG2R Prévoyance   | AG2R Prévoyance      | AG2R Prévoyance   |
| 21                                         | Joseba Beloki                              | 2º                                         | 101              | Levi Leipheimer       | 8º               | 181               | Aleksandr Bočarov    | 30º               |
| 22                                         | José Azevedo                               | 6º                                         | 102              | Michael Boogerd       | 12º              | 182               | Christophe Agnolutto | 144º              |
| 23                                         | Álvaro González de Galdeano                | R 10ª                                      | 103              | Bram de Groot         | 133º             | 183               | Stéphane Bergès      | 150º              |
| 24                                         | Igor González de Galdeano                  | 5º                                         | 104              | Erik Dekker           | 136º             | 184               | Íñigo Chaurreau      | 41º               |
| 25                                         | Jörg Jaksche                               | 31º                                        | 105              | Addy Engels           | 94º              | 185               | Andy Flickinger      | 103º              |
| 26                                         | Isidro Nozal                               | 38º                                        | 106              | Karsten Kroon         | 146º             | 186               | Jaan Kirsipuu        | R 11ª             |
| 27                                         | Abraham Olano                              | 78º                                        | 107              | Grischa Niermann      | 51º              | 187               | Thierry Loder        | 98º               |
| 28                                         | Mikel Pradera                              | 76º                                        | 108              | Marc Wauters          | 91º              | 188               | Christophe Oriol     | FT 16ª            |
| 29                                         | Marcos Serrano                             | 33º                                        | 109              | Beat Zberg            | 27º              | 189               | Ludovic Turpin       | 71º               |
| Kelme-Costa Blanca                         | Kelme-Costa Blanca                         | Kelme-Costa Blanca                         | Bonjour          | Bonjour               | Bonjour          | Alessio           | Alessio              | Alessio           |
| 31                                         | Óscar Sevilla                              | R16ª                                       | 111              | Didier Rous           | R 7ª             | 191               | Laurent Dufaux       | R 16ª             |
| 32                                         | Santiago Botero                            | 4º                                         | 112              | Walter Bénéteau       | 117º             | 192               | Andrea Brognara      | 119º              |
| 33                                         | Francisco Cabello                          | 111º                                       | 113              | Franck Bouyer         | 114º             | 193               | Stefano Casagranda   | R 12ª             |
| 34                                         | José Javier Gómez                          | R13ª                                       | 114              | Sylvain Chavanel      | 36º              | 194               | Davide Casarotto     | 149º              |
| 35                                         | José Enrique Gutiérrez                     | 29º                                        | 115              | Emmanuel Magnien      | 96º              | 195               | Ivan Gotti           | 22º               |
| 36                                         | Santiago Pérez                             | R 11ª                                      | 116              | Damien Nazon          | 151º             | 196               | Martin Hvastija      | 128º              |
| 37                                         | Antonio Tauler                             | R12ª                                       | 117              | Jérôme Pineau         | 87º              | 197               | Ruslan Ivanov        | R 12ª             |
| 38                                         | José Ángel Vidal                           | 134º                                       | 118              | Franck Renier         | 85º              | 198               | Cristian Moreni      | 66º               |
| 39                                         | Constantino Zaballa                        | 116º                                       | 119              | François Simon        | FT12ª            | 199               | Aleksandr Šefer      | R 6ª              |
| Cofidis, le Crédit par Téléphone           | Cofidis, le Crédit par Téléphone           | Cofidis, le Crédit par Téléphone           | Mapei-Quick Step | Mapei-Quick Step      | Mapei-Quick Step | Jean Delatour     | Jean Delatour        | Jean Delatour     |
| 41                                         | Andrej Kivilëv                             | 21º                                        | 121              | Óscar Freire          | NP 8ª            | 201               | Patrice Halgand      | 52º               |
| 42                                         | Daniel Atienza                             | R17ª                                       | 122              | László Bodrogi        | 62º              | 202               | Stéphane Augé        | 115º              |
| 43                                         | Íñigo Cuesta                               | 49º                                        | 123              | Fabien De Waele       | 80º              | 203               | Jérôme Bernard       | 102º              |
| 44                                         | Bingen Fernández                           | 79º                                        | 124              | Pedro Horrillo        | 107º             | 204               | Laurent Brochard     | 26º               |
| 45                                         | Massimiliano Lelli                         | 14º                                        | 125              | Robert Hunter         | 97º              | 205               | Cyril Dessel         | 113º              |
| 46                                         | Nico Mattan                                | 123º                                       | 126              | Miguel Martinez       | 44º              | 206               | Christophe Edaleine  | 100º              |
| 47                                         | David Millar                               | 68º                                        | 127              | Tom Steels            | R 5ª             | 207               | Stéphane Goubert     | 17º               |
| 48                                         | David Moncoutié                            | 13º                                        | 128              | Andrea Tafi           | 106º             | 208               | Laurent Lefèvre      | 34º               |
| 49                                         | Cédric Vasseur                             | 97º                                        | 129              | Gerhard Trampusch     | 63º              | 209               | Eddy Seigneur        | 143º              |
| CSC-Tiscali                                | CSC-Tiscali                                | CSC-Tiscali                                | iBanesto.com     | iBanesto.com          | iBanesto.com     |                   |                      |                   |
| 51                                         | Laurent Jalabert                           | 42º                                        | 131              | Denis Men'šov         | 93º              |                   |                      |                   |
| 52                                         | Tyler Hamilton                             | 15º                                        | 132              | Dariusz Baranowski    | 24º              |                   |                      |                   |
| 53                                         | Andrea Peron                               | 53º                                        | 133              | Santiago Blanco       | 57º              |                   |                      |                   |
| 54                                         | Jakob Piil                                 | 125º                                       | 134              | Marzio Bruseghin      | 47º              |                   |                      |                   |
| 55                                         | Arvis Piziks                               | 152º                                       | 135              | José Vicente García   | 122º             |                   |                      |                   |
| 56                                         | Michael Sandstød                           | R 11ª                                      | 136              | David Latasa          | 84º              |                   |                      |                   |
| 57                                         | Carlos Sastre                              | 10º                                        | 137              | Francisco Mancebo     | 7º               |                   |                      |                   |
| 58                                         | Nicki Sørensen                             | 20º                                        | 138              | Unai Osa              | 18º              |                   |                      |                   |
| 59                                         | Paul Van Hyfte                             | 120º                                       | 139              | Javier Pascual        | 95º              |                   |                      |                   |
| Crédit Agricole                            | Crédit Agricole                            | Crédit Agricole                            | Lotto-Adecco     | Lotto-Adecco          | Lotto-Adecco     |                   |                      |                   |
| 61                                         | Christophe Moreau                          | R15ª                                       | 141              | Rik Verbrugghe        | NP 6ª            |                   |                      |                   |
| 62                                         | Frédéric Bessy                             | 67º                                        | 142              | Mario Aerts           | 50º              |                   |                      |                   |
| 63                                         | Sébastien Hinault                          | 147º                                       | 143              | Serge Baguet          | 105º             |                   |                      |                   |
| 64                                         | Thor Hushovd                               | 112º                                       | 144              | Christophe Brandt     | 35º              |                   |                      |                   |
| 65                                         | Anthony Langella                           | 148º                                       | 145              | Hans De Clercq        | 145º             |                   |                      |                   |
| 66                                         | Anthony Morin                              | R                                          | 146              | Thierry Marichal      | 126º             |                   |                      |                   |
| 67                                         | Stuart O'Grady                             | 77º                                        | 147              | Robbie McEwen         | 130º             |                   |                      |                   |
| 68                                         | Jonathan Vaughters                         | R 11ª                                      | 148              | Gennadij Michajlov    | 92º              |                   |                      |                   |
| 69                                         | Jens Voigt                                 | 110º                                       | 149              | Aart Vierhouten       | NP 8ª            |                   |                      |                   |
| Domo-Farm Frites                           | Domo-Farm Frites                           | Domo-Farm Frites                           | Lampre-Daikin    | Lampre-Daikin         | Lampre-Daikin    |                   |                      |                   |
| 71                                         | Richard Virenque                           | 16º                                        | 151              | Marco Serpellini      | 74º              |                   |                      |                   |
| 72                                         | Dave Bruylandts                            | FT16ª                                      | 152              | Raivis Belohvoščiks   | 118º             |                   |                      |                   |
| 73                                         | Enrico Cassani                             | 124º                                       | 153              | Rubens Bertogliati    | 138º             |                   |                      |                   |
| 74                                         | Servais Knaven                             | 137º                                       | 154              | Alessandro Cortinovis | 140º             |                   |                      |                   |
| 75                                         | Tomáš Konečný                              | 65º                                        | 155              | Ludo Dierckxsens      | 108º             |                   |                      |                   |
| 76                                         | Axel Merckx                                | 28º                                        | 156              | Luciano Pagliarini    | R 12ª            |                   |                      |                   |
| 77                                         | Fred Rodriguez                             | FT16ª                                      | 157              | Marco Pinotti         | R 5ª             |                   |                      |                   |
| 78                                         | Léon van Bon                               | 129º                                       | 158              | Raimondas Rumšas      | 3º               |                   |                      |                   |
| 79                                         | Piotr Wadecki                              | 43º                                        | 159              | Ján Svorada           | 131º             |                   |                      |                   |